# 58 (szám)
Az 58 (római számmal: LVIII) egy természetes szám, félprím, a 2 és a 29 szorzata.

## A szám a matematikában
A tízes számrendszerbeli 58-as a kettes számrendszerben 111010, a nyolcas számrendszerben 72, a tizenhatos számrendszerben 3A alakban írható fel.
Az 58 páros szám, összetett szám, azon belül félprím, kanonikus alakban a 21 · 291 szorzattal, normálalakban az 5,8 · 101 szorzattal írható fel. Négy osztója van a természetes számok halmazán, ezek növekvő sorrendben: 1, 2, 29 és 58.
Az első hét prímszám összege. Smith-szám. Tizenegyszögszám. Nonkotóciens szám.
Az 58 egyetlen szám valódiosztó-összegeként áll elő, ez a 68.
Az 58 négyzete 3364, köbe 195 112, négyzetgyöke 7,61577, köbgyöke 3,87088, reciproka 0,017241. Az 58 egység sugarú kör kerülete 364,42475 egység, területe 10 568,31769 területegység; az 58 egység sugarú gömb térfogata 817 283,23444 térfogategység.
Az 58 helyen az Euler-függvény helyettesítési értéke 28, a Möbius-függvényé 1, a Mertens-függvényé 0.

## A szám mint sorszám, jelzés
A periódusos rendszer 58. eleme a cérium.